# ملكة الإلهام
ملكة الإلهام (بالإسبانية: La reina del flow) هي تليينوفيلا كولومبية تم بثها على تلفزيون كاراكول عام 2018. صدر الموسم الثاني في 26 أبريل 2021.

## قصة المسلسل
تدور أحداث المسلسل حول ياميلي، وهي كاتبة أغاني مراهقة خجولة وساذجة للغاية ولكنها موهوبة للغاية، وحبها للموسيقى. بدأت ياميلي بداية قاسية: تم قتل والديها على يد نارسو، وخدعها الشخص الذي وقعت في حبه، وسُرِّق دفتر ملاحظاتها الخاص بالأغاني الأصلية من قبل نفس الشخص الذي قام بتوريطها أيضًا بجريمة من خلال مساعدة من قِبله. عمه، نارسو الذي قتل عائلتها. ثم سجنت خطأً وتمضي 17 عامًا في السجن متعطشة للثأر من تسببوا في سوء حظها. في تلك السنوات السبعة عشر، أصبح تشارلي حبها الأول، موسيقيًا ثريًا اشتهر في الأغلب بأغانيه الملهمة التي سرقها من ياميلي. إنه يخطط للعودة إلى ميدلين، كولومبيا لفتح استوديو موسيقى، ياميلي غيرها الزمن ومستعدة لإعادة كتابة قصة حياتها.

## الجوائز
- فاز بجوائز سيول الدولية للدراما لأفضل مسلسل درامي لعام 2019.[3]

- فاز بجائزة إيمي الدولية لأفضل تيلينوفيلا لعام 2019.[4]

## روابط خارجية
- ملكة الإلهام على موقع IMDb (الإنجليزية)
- ملكة الإلهام على موقع نتفليكس (الإنجليزية)
- ملكة الإلهام على موقع كينوبويسك (الروسية)
- ملكة الإلهام على موقع قاعدة بيانات الفيلم (الإنجليزية)